# ヘレーン・ハンフ
ヘレーン・ハンフ（Helene Hanff、1916年4月15日 - 1997年4月9日）は、アメリカ合衆国の作家。ロンドンの古書店との往復書簡『チャリング・クロス街84番地』で知られ、のち演劇、テレビドラマ、映画化された。

## 概略
米国ペンシルバニア州フィラデルフィア生まれ。奨学金を得てテンプル大学に学ぶが1年で金が尽きて退学し、ニューヨークに住み、「シアター・ギルド」で劇作を学び、テレビドラマの台本を書いて生計を立てた。「ホールマーク名作劇場」やエラリー・クイーンものを主とした。女性で初めてレノックス・ヒル民主党クラブの代表に選ばれた。『ザ・ニューヨーカー』や『ハーパーズ・マガジン』に記事を書き、子供向けの本も多く書いた。1970年、ロンドンの古書店「マークス&コーエン」のフランク・ドエルらの店員たちとの往復書簡を『チャリング・クロス街84』として刊行し、話題となった。
日本では江藤淳が翻訳し、のち劇団昴の内田稔、新村礼子らが上演し、ライフワークとした。
映画化は、1986年にアン・バンクロフトとアンソニー・ホプキンスの主演、デヴィッド・ジョーンズの監督で映画化された。

## 日本語訳
- 『チャリング・クロス街84番地 本を愛する人のための本』 (ペガサス・カスタム) 編著, 江藤淳 訳. 日本リーダーズダイジェスト社, 1972  講談社, 1980.4 
  - 『チャリング・クロス街84番地 書物を愛する人のための本』中公文庫 1984.
- 『ニューヨーク、ニューヨーク ニューヨークっ子のN.Y.案内』犬養智子訳. サンリオ文庫, 1985.9
- 『レター・フロム・ニューヨーク』キャシー・圭子・デクート 訳. 中央公論社, 1995.12
- 『Q先生の遺産』桝井幹生訳. 京都修学社, 2005.12
- 『われ等が青春のブロードウエー』桝井幹生 訳. 北斗書房, 2007.12
- 『続・チャリング・クロス街84番地 憧れのロンドンを巡る旅』恒松郁生訳 雄山閣, 2013.12